# Dean Saunders
Dean Nicholas Saunders (* 21. Juni 1964 in Swansea) ist ein ehemaliger walisischer Fußballspieler und -trainer.
Der zumeist als Mittelstürmer eingesetzte 75-fache walisische Nationalspieler war hauptsächlich bekannt für seine erfolgreichen Jahre bei Aston Villa, spielte darüber hinaus aber auch noch für Swansea City, Cardiff City (auf Leihbasis), Brighton & Hove Albion, Oxford United, Derby County, den FC Liverpool, Galatasaray Istanbul, Nottingham Forest, Sheffield United, Benfica Lissabon und Bradford City. Von Januar bis Juni 2013 arbeitete er als Trainer für die Wolverhampton Wanderers, nachdem er zuvor erste Erfahrungen in dieser Funktion beim FC Wrexham und Doncaster Rovers gesammelt hatte.

## Vereinskarriere
Saunders begann die fußballerische Laufbahn im Jahre 1980 als Nachwuchsspieler bei seinem Heimatverein Swansea City, wo auch sein Vater Roy bereits als Spieler und Trainer gearbeitet hatte. Er absolvierte anschließend 49 Ligaspiele für Swansea und wurde kurz vor seinem Abgang im August 1985 kurzzeitig an den Nachbarn Cardiff City ausgeliehen. Er wechselte dann zu Brighton & Hove Albion, wo er bis zum Februar des Jahres 1987 blieb. Von dort aus wechselte er zu Oxford United, das in der First Division um den Klassenerhalt spielte. Saunders konnte mit seinen Toren zum Saisonausklang mit dafür sorgen, dass der Abstieg in der Saison 1986/87 noch abgewendet wurde. Ein Jahr später blieb ein weiterer Kraftakt jedoch aus und der Klub stieg als Tabellenletzter aus der obersten englischen Spielklasse ab. Kurz nach Beginn der Saison 1988/89 wechselte Saunders für eine Million Pfund zu Derby County – der kurz danach in Oxford entlassene Mark Lawrenson kritisierte diese Verkaufsentscheidung des Präsidiums nachdrücklich.
Am 29. Oktober 1988 debütierte Saunders im Baseball Ground gegen den FC Wimbledon und führte sich mit zwei Treffern in seinem ersten Spiel gut ein. Während seiner ersten Spielzeit bei dem neuen Verein schoss er 14 Tore und half damit dem Klub zu einem überraschend guten vierten Abschlusstabellenplatz – der besten Platzierung in der Meisterschaft seit 1975. 17 weitere Ligatreffer gelangen Saunders in der Saison 1990/91, als Derby County jedoch nur den letzten Platz belegte und in die zweite Liga abstieg. Dadurch wurde das Interesse einer Reihe von Spitzenvereinen an der Verpflichtung von Saunders geweckt, wobei sich der FC Everton zunächst als Favorit herauskristallisierte. Schließlich erhielt jedoch für die damalige Rekordablösesumme von 2,9 Millionen Pfund der FC Liverpool den Zuschlag und Saunders sollte dort den zum FC Everton abgewanderten Peter Beardsley ersetzen.
Während der Saison 1991/92 stürmte Saunders in Liverpool an der Seite von Ian Rush, mit dem er auch in der walisischen Nationalmannschaft ein Duo bildete. Die walisische Angriffspartnerschaft wurde von dem jungen Steve McManaman unterstützt und gemeinsam gewann der von Graeme Souness trainierte Verein zum fünften Mal in seiner Geschichte den FA Cup. Dennoch wurde Saunders im September 1992 für 2,5 Millionen Pfund an Aston Villa weiterveräußert. Im Villa Park wurde er auf Anhieb zu einer großen Verstärkung, wobei vor allem seine Treffer und die seines Sturmpartners Dalian Atkinson für die Vizemeisterschaft in der ersten Premier-League-Saison verantwortlich waren. Zwei Treffer von Saunders sorgten zudem im Ligapokalendspiel des Jahres 1994 dafür, dass Manchester United besiegt werden konnte. In der Meisterschaft hingegen konnten die zuvor gezeigten Leistungen nicht bestätigt werden und in der Spielzeit 1994/95 waren es fast nur die 15 Tore von Saunders, die dem Verein nur zwei Jahre nach der Vizemeisterschaft so gerade noch den ersten Nichtabstiegsplatz einbrachten.
Dem anschließenden Neuaufbau unter dem neuen Trainer Brian Little fiel schließlich auch Dean Saunders – wie viele Akteure aus der Ära von Ron Atkinson – zum Opfer. Er schloss sich erneut seinem alten Liverpool-Trainer Graeme Souness an, der nun in der Türkei Trainer von Galatasaray Istanbul war. Dort blieb Saunders jedoch nur eine Spielzeit und kehrte dann nach England zurück, wo er 1996 bei Nottingham Forest einen Vertrag unterzeichnete. Seine Zeit bei Forest war aber nicht vor Erfolg gekrönt und es sollten vor allem seine ausbleibenden Tore sein, die mitverantwortlich für den Abstieg aus der obersten Spielklasse waren. Er wechselte zu Sheffield United, bevor er erneut seinem alten Trainer Souness folgte, der mittlerweile in Portugal bei Benfica Lissabon angekommen war.
Er kehrte zur Saison 1999/2000 nach England zum frisch gebackenen Erstligaaufsteiger Bradford City zurück. Dort verbrachte er zwei Jahre und stieg am Ende mit seinem Klub als Tabellenletzter aus der Premier League wieder ab.

## Laufbahn in der Nationalmannschaft
Dean Saunders kam in der walisischen Nationalmannschaft in 75 Spielen zum Einsatz und zählt mit seinen insgesamt 22 Toren zu einem der erfolgreichsten Stürmer seines Landes. Er debütierte am 26. März 1986 als 21-Jähriger gegen Irland und avancierte später hinter Ian Rush, Ivor Allchurch und Trevor Ford zu dem Spieler mit den viertmeisten Toren in der walisischen Auswahl. Seinen persönlichen Höhepunkt erlebte er dabei im Jahre 1991 in Cardiff, als er bei einem 1:0-Sieg gegen den hohen Favoriten aus Brasilien den entscheidenden Treffer erzielte. Sein letztes Spiel absolvierte er am 28. März 2001 in einem WM-Qualifikationsspiel gegen die Ukraine. Bei den walisischen Anhängern wird Saunders heute als bester Stürmer aller Zeiten hinter Ian Rush und Mark Hughes angesehen.

## Trainerlaufbahn
Nach dem Ende seiner Laufbahn wechselte Saunders in den Trainerstab von Bradford City und schloss sich im Jahre 2004 Newcastle United an. Dort begann er zunächst als Spezialtrainer für die Stürmer und wurde dann – erneut unter Graeme Souness – zum Cotrainer. Als Souness am 2. Februar 2006 entlassen wurde, musste auch dessen kompletter Trainerstab weichen – darunter auch Saunders.
Im Juni 2007 wurde Saunders zum Assistenztrainer von John Toshack in der walisischen Nationalmannschaft ernannt. Anfang Oktober 2008 wurde Saunders zum neuen Cheftrainer des Conference-National-Vereins FC Wrexham ernannt. Er behielt nebenbei auch seinen Job als Assistenztrainer der walisischen Nationalmannschaft. Im September 2011 trat er bei den Doncaster Rovers die Nachfolge von Sean O’Driscoll in der zweithöchsten englischen Liga an.
Am Abend des 6. Januar 2013 verließ Saunders den damaligen Tabellenersten Doncaster Rovers und löste Ståle Solbakken bei den Wolverhampton Wanderers ab. Zum Saisonende musste er den Verein zugunsten von Kenny Jackett wieder verlassen. Anschließend war er mehr als ein Jahr ohne Verein, ehe ihn Ende Dezember 2014 Crawley Town als Nachfolger von John Gregory verpflichtete. Er erreichte mit seinem Klub in der Football League One nicht den Klassenerhalt und musste wieder gehen. Er wechselte zu Ligakonkurrent FC Chesterfield. Ende November 2015 wurde er entlassen.

## Erfolge
- Englischer Pokalsieger: 1992
- Englischer Ligapokalsieger: 1994
- Türkischer Pokalsieger: 1996